# Pramoedya Ananta Toer
Pramoedya Ananta Toer (geboren Pramoedya Mastoer, Blora, Midden-Java, 6 februari 1925 - Bogor, West-Java, 30 april 2006) was een Indonesisch schrijver.

## Biografie
Pramoedya Ananta ("Pram") Toer is een van de vooraanstaande Indonesische auteurs. Hij werd geboren als oudste kind in een onderwijzersgezin in het Javaanse stadje Blora. Zijn vader was actief in de linkse nationalistische stroming die, met name op Java, tegen de Nederlandse koloniale overheersing ontstond en groeide.
Het lukte Pramoedya niet om een goede opleiding te voltooien wegens financiële problemen, de dreiging van de Tweede Wereldoorlog en ook door de moeilijke verhouding met zijn vader, voor wie hij al in de lagere school niet aan zijn verwachtingen voldeed. De dood van zijn moeder in mei 1942 veroorzaakte een heftige crisis in zijn leven. In Jakarta vond hij daarna een betrekking in het Japanse persbureau Domei, waar hij een opleiding tot stenograaf kon volgen, en zo in contact kwam met vooraanstaande Indonesiërs, waaronder Mohammed Hatta, die hem economie doceerde.
Na de proclamatie van de Republiek Indonesië in 1945 nam Pramoedya Ananta Toer actief deel aan de gewapende vrijheidsstrijd. Toen hij pamfletten wilde verspreiden in 1947 werd hij opgepakt door Nederlandse militairen, waarna hij zonder enige vorm van proces werd opgesloten in de gevangenis Bukit Duri, waar hij twee jaar verbleef. Hij schreef er een aantal verhalen en de roman Keluarga Guerrilla met financiële steun van de stichting Opbouw-Pembangoenan die het boek ook uitgaf.
Pramoedya kwam na de onafhankelijkheid in 1949 herhaaldelijk in aanvaring met de Indonesische machthebbers. Zijn scherpe pen en sociaal engagement hebben hem diverse keren in de gevangenis doen belanden. Na de bloedige machtswisseling van oktober 1965 werd hij gearresteerd en zonder enige vorm van proces vastgehouden. Onder het bewind van president Soeharto zat hij veertien jaar gevangen, o.a. op het eiland Buru (van oktober 1965 tot december 1979).
Tijdens zijn detentieperiode schreef hij zijn veelgeprezen en meest bekende Buru-tetralogie (Bumi Manusia, in het Nederlands Aarde der mensen), waarvan hij het manuscript op losse blaadjes de gevangenis liet uitsmokkelen. De vier delen van De Buru-tetralogie vormen een van de eerste historische romans van Indonesië, en spelen in de koloniale tijd, van het begin van de twintigste eeuw tot aan de bloei van de onafhankelijkheidsbeweging (1898-1918). Het werk is tegelijkertijd een vormingsroman.
Ook na zijn vrijlating in 1979 bleef zijn bewegingsvrijheid aanzienlijk beperkt. In 1980 werd hem in eigen land een publicatieverbod opgelegd, dat nooit officieel werd opgeheven. Lange tijd werd zijn werk in Maleisië uitgebracht, maar sinds de Reformasi die volgde op de val van Soeharto in 1998, is zijn werk weer in Indonesische uitgaven verkrijgbaar.
Op 28 april 2006 werd Toer met hart- en diabetesklachten opgenomen in het Sint-Carolusziekenhuis in Jakarta. Hij overleed op 30 april 2006 in het huis van zijn dochter.
In totaal schreef Pramoedya ruim veertig boeken, die in meer dan twintig talen zijn uitgegeven, waaronder het Nederlands. Vanwege zijn œuvre werd hij diverse keren genomineerd voor de Nobelprijs voor de Literatuur, maar hij ontving de prijs niet. Wel kreeg hij in 1995 de Ramon Magsaysay Award, een prijs die ook wel de Aziatische nobelprijs wordt genoemd. Ook ontving hij de PEN Freedom-to-write Award in 1998.

## Secundaire literatuur
- 1991 - Pramoedya Ananta Toer - essay en interview (August Hans den Boef en Kees Snoek)
- 1993 – Pramoedya Ananta Toer: de verbeelding van Indonesië (door Andries Teeuw)